# Depot von Křtětice
Das Depot von Křtětice (auch Hortfund von Křtětice) ist ein Depotfund der frühbronzezeitlichen Aunjetitzer Kultur aus Křtětice, einem Ortsteil von Vodňany im Jihočeský kraj, Tschechien. Es datiert in die Zeit zwischen 2000 und 1800 v. Chr.

## Fundgeschichte
Das Depot wurde 2007 nordöstlich von Křtětice beim Pflügen gefunden. Nach der Entdeckung erfolgte eine archäologische Nachuntersuchung der Fundstelle. Diese befindet sich in einer Senke.

## Zusammensetzung
Das Depot besteht aus mehreren bronzenen Ringbarren. Von diesen sind acht vollständig erhalten, sechs weitere wurden durch den Pflug in zwei Teile zerbrochen und einer in drei Teile. Hinzu kommen zehn einzelne Bruchstücke weiterer Barren. Die Barren waren ursprünglich in drei oder vier Bündeln niedergelegt worden. Bei einem Stück wurden Textilreste gefunden.